# Mitsubishi Motors
Mitsubishi Motors (en japonés: 三菱自動車工業株式会社, Mitsubishi Jidōsha Kōgyō Kabushiki Gaisha?) es una de las divisiones de la corporación japonesa Mitsubishi que, desde 2016, es controlada por el grupo Nissan formando la alianza Renault-Nissan-Mitsubishi creando uno de los grupos automotrices más grandes del mundo.
A finales de la Primera Guerra Mundial se creó esta división que originalmente fabricaba motores de avión que llegaron a ser empleados en la Segunda Guerra Mundial. Mitsubishi quiere decir "tres diamantes" y hace referencia al logotipo de los tres diamantes, el cual fue adoptado en marzo de 1873 por la primera empresa del grupo Mitsubishi. En su forma actual, está registrado desde 1914. En 1917 se convirtió en la primera empresa automotriz japonesa en fabricar un coche de serie en Japón, el modelo “A”.

## Historia
Los orígenes de Mitsubishi se remontan a 1917, cuando Mitsubishi Shipbuilding Co., Ltd. presentó el Mitsubishi Modelo A, el primer automóvil de producción en serie de Japón. Un sedán de siete plazas construido íntegramente a mano y basado en el Fiat Tipo 3, resultó caro en comparación con sus rivales estadounidenses y europeos de producción en masa, y se discontinuó en 1921 tras fabricarse solamente 22 unidades.
En 1934, Mitsubishi Shipbuilding se fusionó con Mitsubishi Aircraft Corporation, empresa fundada en 1920 para fabricar motores de aviación y otras piezas. La empresa unificada se conoció como Mitsubishi Heavy Industries (MHI) y fue la mayor empresa privada de Japón. MHI se centró en la fabricación de aeronaves, barcos, vagones de ferrocarril y maquinaria, pero en 1937 desarrolló el PX33, un prototipo de sedán para uso militar, que fue el primer automóvil de pasajeros construido en Japón con tracción en las cuatro ruedas permanente, una tecnología a la que la empresa volvería casi 50 años después en su búsqueda del éxito en los deportes de motor y las ventas.
A mediados de los años 1960 llegó el Mitsubishi 500 y con él los primeros éxitos en competición, al estrenarse con victoria en el Gran Premio de Macao en 1962. A este le siguen el microcoche Minica, el Colt y el Galant. Paralelamente la gama de vehículos comerciales se amplía hasta cubrir las necesidades de transporte de pasajeros y mercancías. En 1970 y bajo el nombre de Mitsubishi Motors Corporation (MMC), la división de vehículos a motor de Mitsubishi Heavy Industries inicia su camino en solitario. En 1982 se lanza el Montero, llamado así en los países de habla hispana, que se comercializa en el Reino Unido con el nombre “Shogun”.

### 1970s: Participación con Chrysler

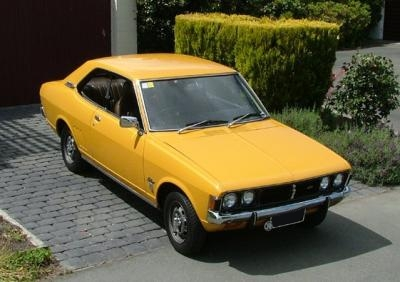
Galant de 1973, la base para el primer acuerdo de importación cautiva de la compañía con Chrysler

Parte de la estrategia de expansión de Tomio Kubo consistía en aumentar las exportaciones mediante alianzas con empresas extranjeras consolidadas. Por ello, en 1971, MHI vendió al gigante automovilístico estadounidense Chrysler una participación del 15% en la nueva compañía. Gracias a este acuerdo, Chrysler comenzó a vender el Galant en Estados Unidos como Dodge Colt (el primer producto Mitsubishi rebautizado vendido por Chrysler), lo que elevó la producción anual de MMC a más de 250 000 vehículos. En 1977, el Galant se vendió como Chrysler Sigma en Australia.
Para 1977, se había establecido una red de concesionarios de distribución y venta con la marca "Colt" en toda Europa, ya que Mitsubishi buscaba comenzar a vender vehículos directamente. La producción anual había crecido de 500.000 vehículos en 1973 a 965 000 unidades en 1978, cuando Chrysler comenzó a vender el Galant como Dodge Challenger y el Plymouth Sapporo. Sin embargo, esta expansión comenzaba a generar fricción; Chrysler veía sus mercados extranjeros de subcompactos como invadidos directamente por sus socios japoneses, mientras que MMC consideraba que los estadounidenses exigían demasiada participación en sus decisiones corporativas.
Desde su aparición, ha ganado doce ediciones del Rally Dakar y cinco copas del Mundo de Rallyes todoterreno. También y con los ya míticos Lancer EVO, Mitsubishi ha ganado cuatro Campeonatos del Mundo de Rallyes de FIA.
En 2004 Mitsubishi fabricó 1 428 563 unidades, entre vehículos de pasajeros y comerciales. Esta cifra representó una disminución del 10% con relación al año anterior y ubicaba a la marca de los Tres Diamantes en el décimo tercer puesto de la clasificación mundial de fabricantes. Desde que el grupo DaimlerChrysler AG, que controlaba la marca desde el 2000, se retiró de la administración, Mitsubishi entró en una profunda reorganización. La corporación alemana DC vendió, a fines del 2005, su paquete de acciones de 12.4% de capital al banco de inversiones Goldman Sachs, que a su vez las revendió en la Bolsa de Tokio. 
Luego de años difíciles el Plan de Recuperación de la empresa, solventado por poderosas corporaciones japonesas allegadas a Mitsubishi, está dando resultados y la empresa está recuperando mercado gracias a una mayor calidad de sus productos y a un mejor servicio postventa. Igualmente ha reforzado su participación en el mercado europeo mediante acuerdos con el Grupo Volkswagen y Groupe PSA, especialmente para adquirir motores Diésel. Mitsubishi ha anunciado nuevos modelos para reforzar su gama de productos. Se anuncia la renovación de importantes modelos, como el sedán deportivo Lancer Evo y la pickup L200. También ha presentado una nueva generación del deportivo Eclipse y la pickup mediana Raider, derivada de la Dodge Dakota, en el mercado norteamericano. 
También en 2007 la Outlander, un vehículo utilitario deportivo (SUV) con tracción en las cuatro ruedas enganchable de 5 puertas y 5 asientos, estrenó su segunda generación con una nueva plataforma y novedades en estilo, tecnología y comodidad. Mitsubishi fabrica versiones del Outlander para el grupo PSA que lo comercializa bajo sus marcas Peugeot 4007 y Citroën (C-Crosser). 
Mitsubishi fabrica más de 20 modelos, muchos de los cuales solamente se comercializan en Japón. Los más conocidos en los continentes América y Europa son el compacto Lancer, el deportivo Eclipse, el sedán Galant, la minivan Grandis y las camionetas SUV todoterreno Granada, Nativa, Outlander y Montero/Pajero.
En noviembre de 2022 reportó una producción total de 925 599 unidades durante el año calendario.

## Otras alianzas

### 1985–1991: Samcor

El logotipo utilizado desde 1983 hasta 2017

South African Motor Corporation (Samcor), anteriormente también llamada Sigma Corporation y MMI, fue una empresa conjunta creada en 1985, que produjo vehículos Ford Motor Company, Mazda y Mitsubishi para el mercado local sudafricano, con el Mitsubishi Delica rebautizado como el minibús Ford Husky y el Fuso Canter como el camión ligero Ford Triton. Samcor también fabricó una versión del Mazda 323 para el mercado del Reino Unido llamado Sao Penza, que fue una marca como Lonsdale YD41, inventada para obtener más cuotas de importación británicas.

### 1985–2010: Proton
El fabricante Proton Holdings Berhad inicialmente dependía mucho de Mitsubishi Motors, ensamblando su Proton Saga de 1985 utilizando principalmente componentes de MMC en una planta recién establecida en Shah Alam. Los modelos posteriores, como el Proton Wira y el Perdana, se basaron en el Lancer/Colt y el Galant/Eterna, respectivamente, antes de que la compañía finalmente produjera vehículos completamente desarrollados por ella misma, el Waja en 2000 y el Proton Gen-2 en 2004. En su apogeo, Proton controlaba el 75% de su mercado nacional, incluso después de que Mitsubishi terminara su asociación de 22 años en 2005, vendiendo su participación del 7.9% por RM384 millones a Khazanah Nasional Berhad. Sin embargo, en octubre de 2008, Proton renovó sus acuerdos de transferencia de tecnología con MMC, y el Proton Inspira el reemplazo del Proton Waja, se basó nuevamente en la plataforma del Mitsubishi Lancer y se lanzó oficialmente el 10 de noviembre de 2010.

### 1991–2012: Volvo Cars
Mitsubishi participó en una empresa conjunta con el fabricante de automóviles rival Volvo Cars y el gobierno neerlandés en la antigua planta de DAF Trucks NV en Born en 1991. La operación, denominada NedCar, comenzó a producir el Mitsubishi Carisma de primera generación junto con el Volvo S40/V40 en 1996. Posteriormente, la fábrica produjo el último Mitsubishi Colt y el Smart Forfour, su socio DaimlerChrysler AG canceló su producción en 2006. La producción de los Mitsubishi Outlander destinados al mercado europeo, y las versiones de este vehículo con la misma marca, también se realizó en los Países Bajos hasta 2012, cuando la compañía vendió la planta al conglomerado industrial neerlandés VDL Groep. La sede central de Mitsubishi Motors en Europa y su centro de distribución europeo siguen estando en Born.

### 1991–2019: Suzuki
En Indonesia, Mitsubishi ofreció la camioneta Colt T120SS entre 1991 y 2019, basada en el Suzuki Carry. A pesar de la misma carrocería, el diseño es exclusivo de Mitsubishi y se fabrica en la planta local. El motor utilizado es el 4G17 de Mitsubishi con carburador de 1343 cm³ (1,3 L; 82,0 plg³) o el 4G15 de inyección de combustible de 1468 cm³ (1,5 L; 89,6 plg³). En 2005, la alianza continuó con el cambio de nombre del Suzuki APV a Mitsubishi Maven. Se aplicaron pocos cambios de estilo y se utilizó el motor 4G15 en lugar del motor G15A de Suzuki. El Maven se discontinuó en 2009 debido a las bajas ventas. El Colt T120SS se discontinuó en 2019 como vehículo base, el Suzuki Carry se actualizó y Mitsubishi no mostró interés en continuar la alianza.
En Japón, Mitsubishi rebautizó el Suzuki Solio como Delica D:2 y el Suzuki Every como Minicab.

### 1999–2001: Volvo Trucks
Tras vender su división Volvo Cars a Ford en enero de 1999, Volvo Group compró una participación del 5% en Mitsubishi Motors en noviembre de ese mismo año, pero vendió su participación al accionista DaimlerChrysler en marzo de 2001.

### 1999–2011: Groupe PSA
Mitsubishi Motors se alió con el Groupe PSA desde 1999, tras acordar cooperar en el desarrollo de motores diésel con la tecnología de Inyección directa de gasolina de la compañía japonesa. Volvieron a unirse en 2005 para desarrollar los vehículos utilitarios deportivos (SUV) Peugeot 4007 y Citroën C-Crosser, basados en el Mitsubishi Outlander de la compañía japonesa.
En 2008, se establecieron dos nuevos vínculos entre las compañías: primero, con el establecimiento de una planta de producción conjunta en Kaluga, que fabricaría hasta 160 000 SUV basados en el Outlander para el mercado ruso, en rápido crecimiento.. También colaboraban en la investigación y el desarrollo de sistemas de propulsión eléctricos para vehículos urbanos pequeños. El periódico japonés Nihon Keizai Shimbun afirmó que PSA vendería el automóvil eléctrico urbano Mitsubishi i-MiEV en Europa en 2011.

### 2004–2010: Volkswagen
En Europa, los motores diésel suministrados por Volkswagen se utilizaron para algunos de sus coches de tamaño mediano, como el Lancer, Grandis, y Outlander. A partir de 2010, fueron reemplazados por los motores diésel 4N1 desarrollados por Mitsubishi.

### 2006–2024: empresas conjuntas con China
En 2006, Mitsubishi contaba con cuatro empresas conjuntas con socios chinos:
- South East (Fujian) Motor Co Ltd[25]
- Shenyang Aerospace Mitsubishi Motors Engine Manufacturing Co. Ltd.[25]
- Harbin Dongan Automotive Engine Manufacturing Co Ltd[25] – a subsidiary of Harbin Hafei Automobile Industry Group Co. Ltd.
- Hunan Changfeng Motor Co Ltd[25] – a subsidiary of Chang Feng (Group) Co. Ltd.

### 2010–presente: Alianza Renault-Nissan-Mitsubishi
En diciembre de 2010, Mitsubishi y Nissan acordaron formar una empresa conjunta, posteriormente denominada "NMKV Co., Ltd." para desarrollar kei cars para el mercado japonés. En 2016, Nissan descubrió evidencia de que las cifras de las pruebas de ahorro de combustible de Mitsubishi eran erróneas y habían sido erróneas desde el inicio de la empresa, lo que afectaba a 625 000 coches producidos por NMKV. El resultado del "escándalo del ahorro de combustible" fue que Nissan adquirió una participación mayoritaria en Mitsubishi.

### 2024–presente: alianza Nissan y Honda
En julio de 2024, Mitsubishi Motors y Nissan anunciaron una alianza con Honda para el desarrollo conjunto de sus futuros modelos eléctricos.  El 23 de diciembre de 2024, Honda anunció oficialmente la firma de un memorando de entendimiento para fusionarse con la empresa japonesa Nissan y convertirse en la tercera mayor compañía automotriz en términos de ventas. Mitsubishi Motors, participada por Nissan con un 24%, también acordó unirse a las negociaciones de integración. A mediados de febrero de 2025, Nissan, Honda y Mitsubishi finalizaron las negociaciones debido a que estas se centraron en la conversión de Nissan en una subsidiaria de Honda, lo cual Nissan rechazó, ya que no habría permitido desarrollar el potencial de Nissan. A pesar de esto, Nissan, Honda y Mitsubishi continuarán con la alianza formada en julio de 2024.

## América del Norte
Mitsubishi Motors de América del Norte fue fundada en 1981, esto después de las tensiones entre Mitsubishi y su importador en Estados Unidos, Chrysler Corporation. De esta manera, Mitsubishi establecería su propia red de ventas y línea de producción. MMNA se convertía entonces en una subsidiaria de la compañía con presencia en Estados Unidos y Canadá.
En 1982 comenzaron las importaciones del mercado norteamericano o exportaciones al mercado norteamericano, según lo que se pretenda decir, porque "se exporta a" o "se importa desde", con modelos conocidos como Mitsubishi Tredia, Cordia, Starion y la pickup Mighty Max.
Durante 1988, MMNA abre un nuevo centro de producción en Normal (Illinois). En 2000, dicha planta alcanza una producción de 220 000 vehículos por año.
En 2002, la expansión de la filial alcanzó Puerto Rico.
Los problemas comenzaron a principios de 2003 debido en gran parte al financiamiento "0-0-0": 0% de reducción, 0% de interés, $0 en pagos el primer año. Esta fórmula de ventas hubiera sido una buena estrategia para la venta de las unidades de no ser porque, una vez terminado el periodo inicial de uso del vehículo, muchos clientes no se quedaban con la unidad y no la pagaban, dejando a la compañía con vehículos usados que no les generaron ganancias y habían sufrido una fuerte depreciación. Por este motivo, MMNA detuvo sus avances durante los próximos meses debido a las pérdidas económicas. 
Continuó la entrada de nuevos modelos en 2006, con la introducción de la Outlander y Eclipse, al año siguiente se incluiría una nueva generación del Lancer.
Finalmente, en julio del 2015, MMNA anunció el posible cierre de su planta en Estados Unidos, pero confirmó que seguiría la venta de autos en América del Norte. Por ese entonces, la planta había producido 69 000 unidades, apenas una cuarta parte de su capacidad de producción. La planta cesó sus labores de producción en noviembre de 2015, liquidando a la mayoría de los empleados; continuó operando para la fabricación de piezas de recambio para la marca con una plantilla mucho más reducida hasta mayo del 2016 cuando cesó sus labores permanentemente.[cita requerida]

## España
Fue en 1986 cuando se inició la importación de vehículos Mitsubishi al mercado español, fruto del acuerdo firmado en noviembre de 1985 entre Mercedes-Benz España y Mitsubishi Motors, mediante el cual se constituía la empresa Importación y Comercialización de Automóviles S. A. (ICA). Aunque los primeros años vinieron marcados por las limitaciones a la importación de vehículos japoneses, fue durante esta etapa donde se sentaron las bases sobre las que se cimentó la organización actual.
En 1992 se constituye MMC Automóviles España S.A., con capital mayoritario de Mitsubishi Motors.[cita requerida]

## México
En 2003 se produce la entrada de esta marca automotriz a México dada la reputación de sus autos, llegando de la mano, algunos en los rallys y otros más, importados de Estados Unidos y Guatemala, el acuerdo que se tenía con DaimlerChrysler AG, conocida actualmente como Fiat Chrysler Automobiles permitieron a esta marca entrar por primera vez al mercado mexicano y ganar una aceptación considerable.
En 2014 se firma un acuerdo comercial con Chrysler de México ahora bajo la razón social FCA de México en donde Mitsubishi se compromete a comercializar un auto sedán compacto que en el territorio americano lleva en nombre de Attrage y en otros continentes lleva el nombre de Mirage G4, esto por 5 años y para comercialización en México en las concesionarios Dodge bajo el nombre de Dodge Attitude.
En abril de 2018, debido a la compra por parte de la alianza Renault-Nissan-Mitsubishi, se anunció que agregarían los productos de Mitsubishi Motors dentro de su portafolio de financiamiento automotriz para dejar la dependencia de FCA Financial Mexico, en lo que culmina el contrato con dicha corporación.[cita requerida]

## Modelos producidos
| - RVR y ASX - Carisma - Eclipse - Endeavor - Fuso Canter - Grandis - 3000GT/GTO - i MiEV (también comercializado como Peugeot iOn y Citroën C-Zero). - Lancer/Mirage | - Lancer Evolution - L200 Pickup - Nativa - Montero - Galant - Chariot y Space Wagon - Outlander - Colt |